# Marco Casanova
Marco Casanova (Coira, 7 giugno 1976) è un ex sciatore alpino svizzero specialista dello slalom speciale.

## Biografia
L'atleta grigionese, originario di Obersaxen e attivo in gare FIS dal dicembre del 1994, esordì in Coppa Europa il 24 gennaio 1995 a Tarvisio in slalom speciale, classificandosi 39º; ai successivi Mondiali juniores di Voss vinse la medaglia d'argento nella medesima specialità. L'esordio in Coppa del Mondo avvenne il 15 dicembre 1997 nello slalom speciale di Sestriere, in cui non si qualificò per la seconda manche; pochi giorni dopo, il 21 dicembre, colse a Kreischberg sempre in slalom speciale il primo podio in Coppa Europa (3º) e il 18 gennaio 1998, nello slalom speciale di Veysonnaz del 18 gennaio, conquistò i primi punti in Coppa del Mondo arrivando 14º. In seguito rappresentò la Svizzera ai XVIII Giochi olimpici invernali di Nagano 1998, sua unica presenza olimpica, senza completare la prova di slalom speciale.
Ai Mondiali di Vail/Beaver Creek 1999, suo esordio iridato, arrivò 13º nello slalom speciale, mentre in Coppa del Mondo colse il suo unico un podio, un 3º posto, il 13 marzo 1999 nello slalom speciale della Sierra Nevada; ai Mondiali di Sankt Anton am Arlberg 2001, sua ultima presenza iridata, nella medesima specialità fu 24º. Il 27 novembre 2002 a Levi ottenne il suo secondo e ultimo podio in Coppa Europa, in slalom gigante (3º), e il 28 febbraio 2004 disputò la sua ultima gara di Coppa del Mondo, lo slalom gigante di Kranjska Gora, senza qualificarsi per la seconda manche. Si congedò dalle competizioni il 28 marzo dello stesso anno, in occasione dei Campionati svizzeri 2004.

## Palmarès

### Mondiali juniores
- 1 medaglia:
  - 1 argento (slalom speciale a Voss 1995)

### Coppa del Mondo
- Miglior piazzamento in classifica generale: 54º nel 2000
- 1 podio:
  - 1 terzo posto

### Coppa Europa
- Miglior piazzamento in classifica generale: 45º nel 2003
- 2 podi:
  - 2 terzi posti

### Campionati svizzeri
- 2 medaglie[1]:
  - 2 argenti (slalom speciale nel 1999; slalom speciale nel 2003)